# 나주 계은 고택
나주 계은 고택(羅州 溪隱 古宅)은 대한민국 전라남도 나주시 다도면에 있는 가옥이다. 1984년 1월 14일 대한민국의 국가민속문화재 제151호로 지정되었다.

## 개요
풍산 홍씨가 모여사는 도래마을의 종가집으로 마을 깊숙한 곳에 자리하고 있으며, 문간채와 안채, 사랑채, 사당으로 구성되어 있다. 안채에 쓰인 기록에 의하면 고종 29년(1892)에 지은 것으로 추정되며, 대문간채와 사당은 이보다 나중에 지었다고 한다.
솟을대문의 문간채는 골목 끝에 있는데, 바깥벽은 무늬가 있어 장식적이다.
사랑채는 'ㄱ'자형이며, 남향으로 배치되어 있다. 서쪽부터 누마루와 2칸의 사랑방·부엌이 있고, 꺾어져서 남쪽으로 대청·사랑방이 있다. '누마루'는 여름용 정자마루로 손님을 대접하는 공간이다. 사랑방은 위·아래로 나뉘어 있고 뒷쪽에는 골방을 두었으며, 작은 사랑의 앞쪽에는 툇마루가 있다. 대청에는 문이 없고 행랑마당과 연결되는 담장에는 숫기와를 사용해서 구멍을 만들어 대문에 들어서는 사람을 알아볼 수 있도록 하였다.
안채는 '一'자형으로 동서쪽 깊은 곳에 서향으로 배치되어 있다. 북쪽부터 부엌방·부엌·큰방·2칸의 대청·작은방으로 구성되어 있다. 대청 중 1칸은 안대청과 바깥대청으로 구분되어 있고 툇마루의 경계에 문짝이 달려있다. 작은방에는 아궁이가 있는 작은 부엌이 있다. 이 집은 부엌이 끝에 있지 않고 두번째 칸에 있다는 점이 특색이다. 이런 안채 구성은 후대에 바뀐 것으로 보이지만 보편적인 현상은 아니다.
사당은 안채 남쪽에 담장을 둘러 안채와 나란히 배치되어 있다. 이곳에는 좁긴 하지만 사랑마당에 신경을 썼으며, 남쪽 담장 주변에 높은 터를 만들어 그 위에 화단을 조성했다.
전체적으로 남도 양반주택의 공간구성을 볼 수 있는 대표적인 예가 되는 집이다.

## 참고 자료
- 나주 계은 고택 - 국가유산청 국가유산포털